# Manoma
La Manoma (in russo Манома?) è un fiume dell'Estremo Oriente russo, affluente di destra dell'Anjuj. Si trova nel Territorio di Chabarovsk. Scorre nel Parco nazionale dell'Anjuj. 
Il fiume ha origine sul pendio di una delle creste del sistema montuoso Sichotė-Alin' e scorre in direzione est-ovest. Il fiume nel corso superiore è montuoso, nel corso inferiore è piatto.  La lunghezza del fiume è di 198 km, l'area del bacino è di 2 450 km². È il maggior affluente dell'Anjuj.
Ci sono solo due insediamenti minori lungo il corso inferiore del fiume: Verchnjaja Manoma e Nižnjaja Manoma, il secondo si trova presso la foce.